# Jet-2000
 (novembre 2017).

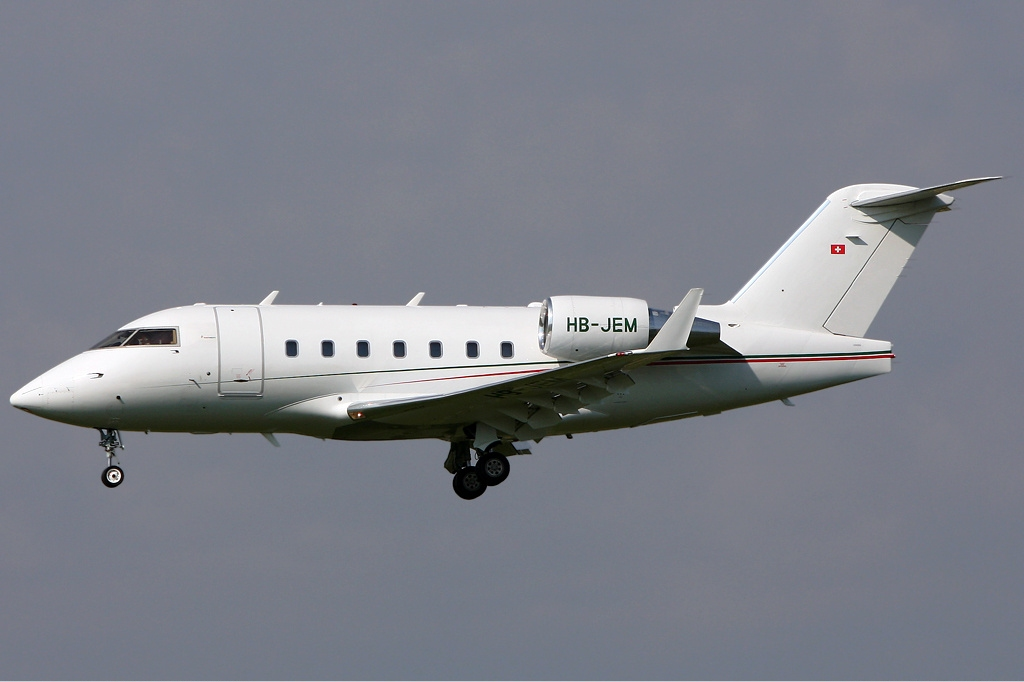
Bombardier Challenger 604

Jet-2000 Business Jets, est une compagnie d'aviation d'affaires russe créée en 1999. La compagnie est spécialisée dans le management d'avions privés et à usage de sociétés en Russie et dans les pays de l'ex URSS. La société détient un certificat de transporteur aérien russe.

## Services
- Vols charters à la demande
- Gestion d'appareils privés et appartenant à des sociétés
- Acquisition et vente d'aéronefs
- Conseil et audit en aviation
- Affrètement d'avion privés et vols charter

## Flotte
La flotte de Jet-2000 Business Jets comprend des avions d'affaires modernes construits par Dassault, Bombardier et Hawker Beechcraft , et comprend actuellement[Quand ?] les suivants types d'appareils:
- Dassault Falcon 2000EX EASy
- Bombardier Challenger 604
- Hawker 4000
- Hawker 850XP
- Hawker 750
- Antonov an-74D (remis à neuf)